# Dicranomyia kirishimana
Dicranomyia kirishimana är en tvåvingeart som beskrevs av Alexander 1925. Dicranomyia kirishimana ingår i släktet Dicranomyia och familjen småharkrankar. Inga underarter finns listade i Catalogue of Life.